# Angerfist
Angerfist, de son vrai nom Danny Masseling, né le 20 juin 1981 à Almere (Flevoland, Pays-Bas), est un producteur et disc jockey néerlandais de mainstream hardcore. En début de carrière, il fait paraître son premier EP, intitulé Criminally Insane E.P., en 2002, sous le nom d'Angerfist, au label Overload Records. En 2006, Minne Roos (connu sous le pseudonyme MC Prozac) se joint à lui uniquement durant ses apparitions lors d'events durant lesquels ses participations se feront fort remarquer. Cette même année, il publie son premier album studio, Pissin' Razorbladez.
Deux de ses albums studio, Mutilate (2008) et Retaliate (2011), deuxième et troisième respectivement, atteignent les classements musicaux néerlandais. Pendant les mixsets, il est accompagné de Minne Roos, et était autrefois accompagné de Crucifier (Crypsis). Angerfist est notamment réputé pour sa présence scénique et son show, véhiculés par son image emblématique - port d'un masque de hockey et d'un pull-over (noir pour Masseling et blanc pour Roos).
Dans les années 2010, Masseling devient qualifié par la presse spécialisée et de nombreux médias internationaux comme le producteur le plus influent à la tête des scènes techno hardcore et gabber internationales,,. En 2014, il publie son quatrième album studio, The Deadfaced Dimension, qui est suivi d'un cinquième, en 2015, intitulé Raise and Revolt. En novembre 2017, il publie son sixième album studio, intitulé Creed of Chaos.

## Biographie

### Débuts (2001–2005)

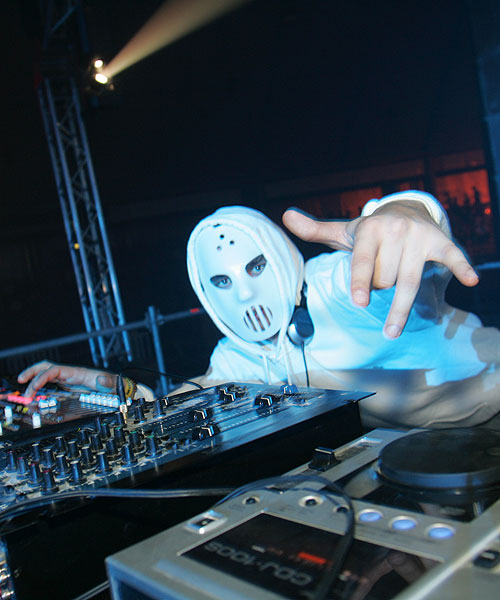
Angerfist en 2005.

Danny Masseling est né le 20 juin 1981 à Almere, province de Flevoland, aux Pays-Bas,. En 1997, Danny Masseling, alors âgé de 16 ans, débute dans la composition de morceaux breakbeat et dans la programmation instrumentale à l'aide des logiciels de M.A.O comme Fruity Loops,. Son intérêt pour la musique grandissant au fil du temps, il se met à travailler jour et nuit sur ses compositions et sur leur qualité musicale. Cherchant l'amélioration et le développement de son style, sa musique devient rapidement professionnelle au fil des mois. Pour Danny Masseling, le style techno hardcore devient rapidement un mode de vie. Au fur et à mesure, l'esprit de Danny Masseling trouve un moyen de s'exprimer librement et naturellement à travers ses compositions.
En 2001, il décide d'envoyer une démo au label néerlandais BZRK Records. Mark Vos, le directeur du label, contacte peu après Danny pour lui proposer une coopération musicale avec le label. En 2002, c'est sous le pseudonyme de Menace II Society que Danny Masseling devient populaire dans la distribution spécialisée néerlandaise avec son premier EP intitulé Son of a Bitch. Durant la même semaine, un deuxième EP, sorti cette fois sous le nom d'Angerfist, intitulé Criminally Insane, paraît sur le label Overload Records, filiale de Masters of Hardcore (MOH),. Après être apparu brièvement entre 2002 et 2004 sous un troisième nom de scène, Kid Morbid, Danny choisit définitivement de prendre le nom d'Angerfist.
Grâce à son titre Chronic Disorder, Angerfist (sous le nom de Menace II Society pour cet EP) devient vraiment populaire et se forge une forte réputation dans la scène gabber néerlandaise,. Des titres comme Criminally Insane et Fuck Off deviennent immédiatement connus du grand public aux Pays-Bas. Produisant une quantité de nouvelles compositions et inspiré par les nombreux fans de hardcore, Danny continue à commercialiser ses titres. En 2003, le vinyle Sons of Satan paraît au label MOH puis, le 22 novembre 2004, c'est au tour de Raise Your Fist.

### Montée en popularité (2006–2009)

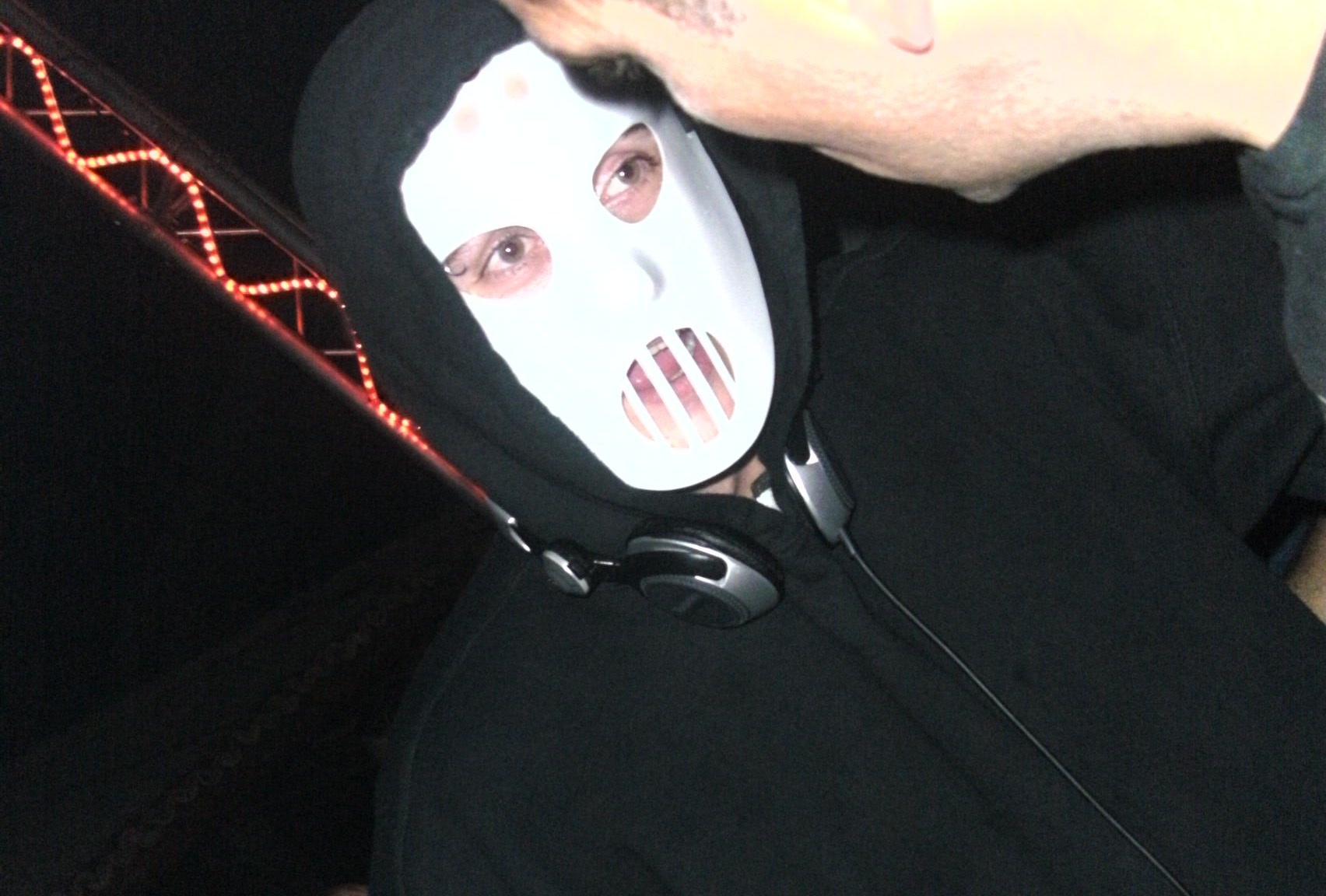
Angerfist, sur scène à Neustadt in Holstein (2008).

L'idée pour Angerfist de mixer en direct durant des événements prend bientôt forme. Il demande en 2006 à l'un de ses amis, MC Prozac (Minne Roos), de l'accompagner sur scène lors de ses performances. Angerfist devient alors un groupe  et l'un des grands acteurs de la scène hardcore et gabber, comptant un grand nombre de fans. Par la suite, Angerfist et son équipe font des tournées dans bon nombre de pays d'Europe, aux États-Unis et en Russie. Selon Danny Masseling, une seule chose manquait à son palmarès discographique : un album.
Après cinq années consécutives de production, le double album CD et DVD intitulé Pissin' Razorbladez sort le 25 mars 2006. Cet album, premier de la série signé Angerfist, rassemble tous ses plus grands titres, et quelques nouvelles compositions et collaborations avec d'autres artistes comme Outblast et Dr. Z-Vago, ainsi que son passage à Dominator 2006 en bonus dans le DVD. L'album est lancé lors de l'événement éponyme au stade Hemkade de Zaandam aux Pays-Bas et les titres Chaos and Evil, Raise Your Fist et Dortmund '05 connaissent un fort succès et sont intégrés aux sets d'autres DJs de renom. Deux ans après le premier album, en mars 2008, leur premier concert en solo est planifié, « Angerfist the Mutilate Concert! ». Il reprend le titre de l'album sorti le 29 du même mois, Mutilate. Celui-ci reste dans les classements musicaux néerlandais pendant cinq semaines d'affilée, entrant à la 64e place le 12 avril 2008.

### Succès etRetaliate(2010–2012)
En 2010, Angerfist continue dans la composition musicale et, selon ses termes, « tente de s'élever jusqu'au plus haut niveau de la scène gabber ». Incoming atteint également les tops singles en 2011,. Cette même année, Angerfist prévoit un troisième album à venir. Cet album, intitulé Retaliate, est commercialisé le 26 novembre 2011. Jay Gary du Central Michigan Life explique que « Retaliate est un album massif, composé de 45 musiques originales et remixées par d'autres artistes de la scène electronica tels Predator, Lady Kate, Radium et Drokz. ». Plutôt bien accueilli par le site spécialisé Partyflock, qui lui attribue une note générale de 81 sur 100, il ne demeure toutefois qu'une semaine dans les classements musicaux néerlandais, à la 75e place.
En 2012, il collabore avec l'artiste ukrainienne Miss K8, anciennement Lady Kate, pour la sortie de leur EP intitulé Santiago. Au début de 2013, Angerfist s'allie avec Tha Playah pour le titre Just Like Me. Le 20 avril 2013, il fait une apparition lors de l'event Explozion à Lyon, en France.

### The Deadfaced Dimension(2013–2014)

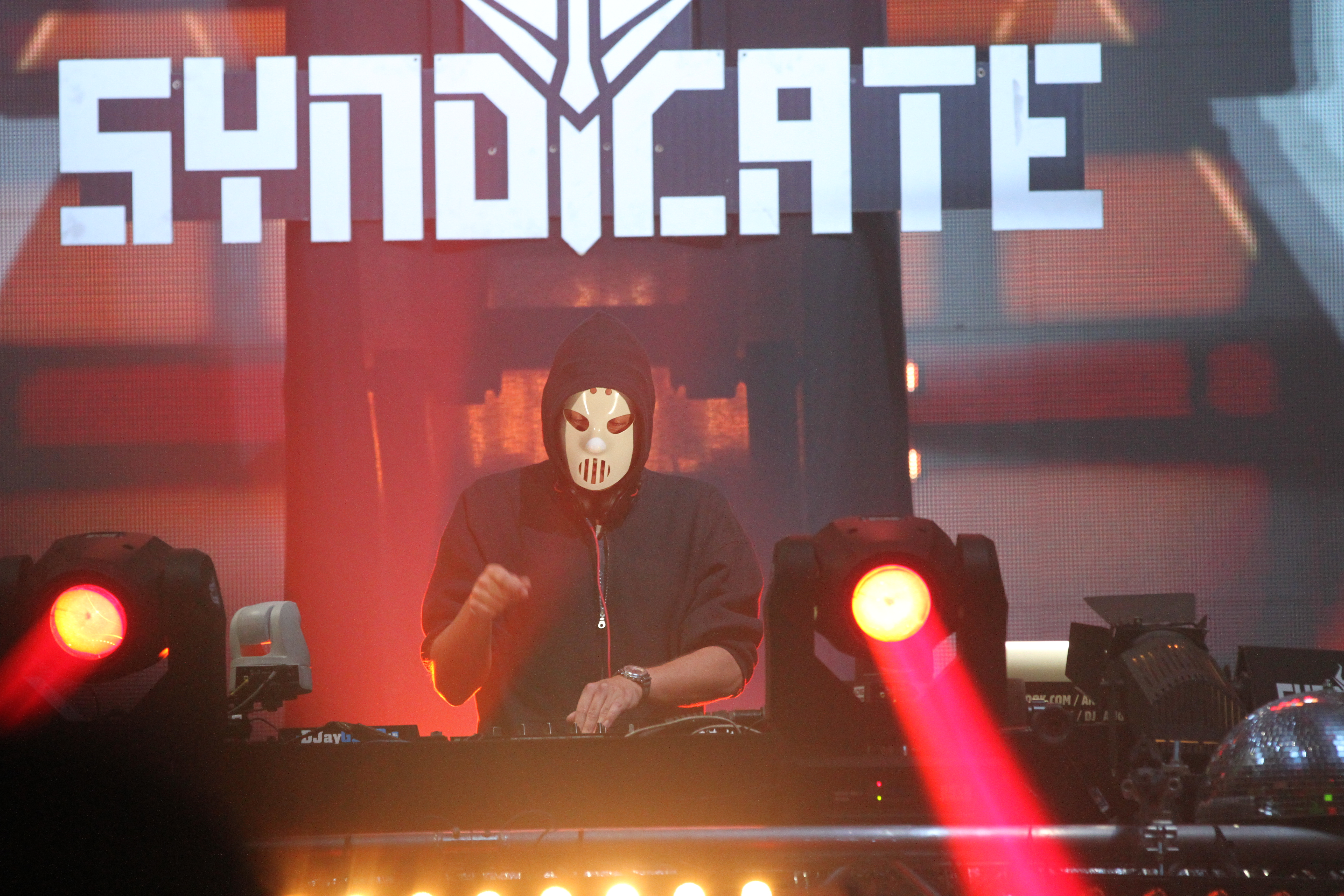
Angerfist sur scène au festival Syndicate en 2013.

À la fin 2013, Angerfist révèle la sortie d'un nouvel album en 2014 qui s'intitulera The Deadfaced Dimension. Au lendemain de l'annonce de The Deadfaced Dimension, le 21 avril 2013, il fait paraître son nouvel EP Lethal Generation, auquel le magazine DJ Mag attribue une note de neuf étoiles sur dix, et qui « représente le spectre total du hardcore européen moderne oscillant entre 155, 165, et 175 BPM. » The Deadfaced Dimension comprend des morceaux en solo, ainsi que des collaborations avec Evil Activities, Tha Playah, Negative A, Miss K8, Lowroller, Tieum, Drokz, Dyprax et Outblast.
Le 9 janvier 2014, il fait paraître l'EP Dirty Man, composé aux côtés de Tieum, au label Neophyte Records. Également au début de l'année, il diffuse gratuitement son dernier megamix.

### Raise and Revolt(2015–2017)
À peine un an après la sortie de The Deadfaced Dimension, Angerfist publie son cinquième album studio, Raise and Revolt, le 28 novembre 2015. Cet opus fait notamment participer The Outside Agency, Negative A, Miss K8 et Dr. Peacock. L'album est positivement accueilli par Partyflock avec une note de 84 sur 100. Il effectue sa tournée Raise and Revolt en commençant au Brabanthallen. L'album est bien accueilli par l'ensemble de la presse spécialisée. PartyScene félicite l'album avec comme verdict : « Angerfist a (encore une fois) montré pourquoi il est le DJ numéro uno du hardcore. Nous attendons déjà avec impatience l'année prochaine. » 
La même année, Angerfist est élu meilleur DJ de hard dance du monde.
En avril 2017, il passe au club Insane de Toulouse, en France. Les 7, 8 et 9 avril 2017 s'organise le festival Panoramas, en Bretagne, où Angerfist participe aux côtés notamment d'Étienne de Crécy et Le Bask. Du 13 au 15 juillet 2017, il joue en tête d'affiche de l'Electrobeach à Port-Barcarès. Toujours en 2017, il mixe aux côtés d'Audiotricz et Adaro au festival Decidel Outdoor. Le 19 septembre 2017, il est annoncé au Psycho Circus 2017. Le 23 septembre 2017, Angerfist participe au char Festimove de la Techno Parade, organisée à Paris.

### Creed of Chaos(depuis 2017)
Au début de novembre 2017, Angerfist annonce sur son compte Instagram avoir terminé son sixième album, Creed of Chaos. Le 11 novembre 2017, il annonce la liste des morceaux. Progressivement, il publie les morceaux sur sa page YouTube officielle. Entretemps, pendant le week-end du 2 décembre 2017, Angerfist s'envole pour jouer à Mexico, au Mexique, et à Santiago, au Chili. « Je pensais que c'était dans la même région, mais de Mexico à Santiago, il s'est avéré que 10,5 heures de vol, c'était très cool, surtout au Mexique, ils sont vraiment fous. Continuez comme ça », révèle-t-il.
Creed of Chaos comprend 32 morceaux en solo et des collaborations avec notamment DJ Mad Dog, I:Gor, Ophidian et Bodyshock, éparpillés en deux disques. La production comprend aussi deux remixes de System Overload et Broken Minds. Masseling annonce par la même occasion la création d'une tournée homonyme spéciale en soutien à l'album qui s'effectuera le 2 décembre au AFAS Live d'Amsterdam,. En France, il joue en décembre à l'Apocalypse de Hambye, dans la Manche. En février 2018, Angerfist participe comme chaque année à l'événement néerlandais Masters of Hardcore au Brabanthallen. Il est annoncé à Marseille le 31 mars 2018 aux côtés de Miss K8, à l'Insane Festival.
En avril 2023, il est annoncé pour le Delta Festival. Cette même année, il annonce la sortie d'un nouvel EP dans un style dark techno sous un tout novveau nom, M4ze Pusher. Fin 2023, il joue à au festival EPK à Paris. En août 2024, il joue au Mille Club, le « plus gros club d'Alsace », aux côtés de 20 autres DJ.

## Style musical et influences
Lors d'une entrevue, Masseling confie avoir créé son premier album Pissin' Razorbladez avec le logiciel Fruity Loops pour, par la suite, passer à Cubase, citant ses instruments préférés, en date de 2012, tels que Z3ta+, Sylenth1, Drumazon, et Microtronic. Lors d'une autre entrevue, il explique avoir trouvé inspiration auprès de The Headbanger.

## Image
Angerfist est notamment réputé pour sa présence scénique et son show, véhiculés par son image emblématique — port d'un masque de hockey et d'un pull-over (noir pour Masseling et blanc pour Roos). « Le fait que j'ai déjà commencé à jouer avec un masque est l'une des meilleures décisions que j'ai prises », dit-il. « Il [le masque] dégage une menace et correspond bien à ma musique. De plus : le mystère fait partie du succès. » Cependant, il explique avoir hésité à porter ce masque lors de ses premières performances : « Je ne voulais pas jouer du tout, mais juste faire de la musique anonyme. »

## Discographie

### Albums studio
- 2006 : Pissin' Razorbladez (album double) (Masters of Hardcore)
- 2008 : Mutilate (double album) (Masters of Hardcore)
- 2011 : Retaliate (Cloud 9, Masters of Hardcore)
- 2014 : The Deadfaced Dimension (Cloud 9, Masters of Hardcore)
- 2015 : Raise and Revolt (Cloud 9, Masters of Hardcore)
- 2017 : Creed of Chaos (album double) (Masters of Hardcore)
- 2019 : Diabolic Dice (Masters of Hardcore)

### Singles et EP
- 2002 : Son of a Bitch E.P. (Menace II Society) (BZRK Records)
- 2002 : Criminally Insane E.P. (Overload Records)
- 2002 : The X-Zone E.P. (Kid Morbid) (BZRK Records)
- 2003 : Sons of Satan E.P. (Masters of Hardcore)
- 2003 : Breakin' Down Society E.P. (Masters of Hardcore)
- 2004 : Raise Your Fist E.P. (Masters of Hardcore)
- 2004 : Unreleased Tracks Volume 1–4 (Masters of Hardcore)
- 2005 : Tracks Never Released (Masters of Hardcore)
- 2006 : Towards Isolation E.P. (Masters of Hardcore)
- 2006 : Broken Chain E.P. (Masters of Hardcore)
- 2008 : Alles Kut Enter E.P. (avec Tomcat et Rudeboy) (Masters of Hardcore)
- 2008 : Mutilate E.P. (Masters of Hardcore)
- 2008 : Radical (hymne officiel du Dominator 2008) (Masters of Hardcore)
- 2008 : In a Million Years E.P. (Masters of Hardcore)
- 2009 : No Fucking Soul E.P. (Masters of Hardcore)
- 2009 : Remixes and Refixes (Masters of Hardcore)
- 2009 : Tonight (feat. Crucifier) (Masters of Hardcore)
- 2009 : Bite Yo Style E.P. (Masters of Hardcore)
- 2010 : The Voice of Mayhem E.P. (feat. DJ Outblast) (Masters of Hardcore)
- 2010 : And Jezus Wept (Masters of Hardcore)
- 2011 : Just Know/Shitty Rave (avec Tieum) (Masters of Hardcore)
- 2011 : Retaliate (album) (Masters of Hardcore)
- 2012 : Buckle Up And Kill/No Snares No Glory (Masters of Hardcore)
- 2012 : Divide and Conquer (avec Miss K8) (Masters of Hardcore)
- 2013 : Lethal Generation (Masters of Hardcore)
- 2014 : Dirty Man (avec Tieum[27]) (Neophyte Records)
- 2015 : Raise and Revolt (Masters of Hardcore)
- 2016 : Order of Hostility (Official Airforce Festival 2016 Anthem) (avec Radical Redemption) (Masters of Hardcore)
- 2017 : Die Hard (avec Outblast et MC Tha Watcher) (Masters of Hardcore)

## Distinctions
En octobre 2011, Angerfist est classé à la 39e place du top 100 des DJ les plus célèbres au monde, établi par DJ Mag. Il s'y maintient en 42e position l'année suivante, puis remonte en 34e place en 2013, et remonte à la quarantième en 2014. En 2016, il se place en 46e position, il est ainsi le DJ Hardcore/Gabber le plus haut placé du classement. Il conserve cette distinction en se plaçant à la 40e position en 2017, puis à la 29e position en 2018.
Il remporte également le titre de « meilleur DJ » lors des Hard Dance Awards de 2012 grâce à son titre Incoming,,,. La même année, le 8 décembre 2012, Il est nommé aux Hardcore Heaven Awards dans la catégorie « Meilleur DJ gabber/hardtechno ».